# Elecciones provinciales de Corrientes de 1931
Las elecciones generales de la provincia de Corrientes de 1931 tuvieron lugar el 8 de noviembre, al mismo tiempo que las elecciones presidenciales y legislativas a nivel nacional. Se realizaron con el objetivo de restaurar la normalidad constitucional después del golpe de Estado de 1930 y la intervención federal de la provincia.
Para gobernador resultó elegido Pedro Numa Soto de la Unión Cívica Radical Antipersonalista con 14 votos electorales y para vicegobernador, Pedro Resoagli del Partido Autonomista de Corrientes también con 14 votos.

## Resultados
| Fórmula           | Fórmula                | Partido | Partido                                                   | Votos  | %     | Electores |
| Gobernador        | Vicegobernador         | Partido | Partido                                                   | Votos  | %     | Electores |
| ----------------- | ---------------------- | ------- | --------------------------------------------------------- | ------ | ----- | --------- |
| Leopoldo Sosa     | Benigno Martínez       |         | Partido Liberal de Corrientes "Rupturista" (Concordancia) | 28.469 | 45,97 | 11/26     |
| Diomedes C. Rojas | Pedro Resoagli         |         | Partido Autonomista de Corrientes (PAC)                   | 22.426 | 36,21 | 11/26     |
| Pedro Numa Soto   | Ismael Llano           |         | Unión Cívica Radical Antipersonalista (UCRA)              | 5.781  | 9,34  | 3/26      |
| Delio J. Martínez | Víctor Navajas Centeno |         | Alianza Socialista-Demócrata Progresista-Juventud Liberal | 3.704  | 5,98  | 1/26      |
| Ercilio Rodríguez | Arturo Achinelli       |         | Partido Liberal de Corrientes "Pactista" (Concordancia)   | 1.545  | 2,49  | 0/26      |